# Trojan Nigellus z Oskořína
Trojan Nigellus z Oskořína, též Trojanus Nigellus de Osskorzina nebo Nigelius Hermanomiestecenus (1537 Heřmanův Městec – 9. srpna 1604 Praha) byl pražský etik, humanista, univerzitní profesor a pražský erbovní měšťan.

## Život
Narodil se v Heřmanově Městci jako první syn měšťana Jana Hmyzky. Z Hmyzkových synů se proslavil jako humanista ještě Tomáš Celaenius. Nigel si zvolil tehdy mezi vzdělanci módní latinskou verzi jména i příjmení. Vystudoval na artistické fakultě univerzity v Praze, kde byl 7. srpna roku 1562 prohlášen bakalářem. Působil pak jako učitel na školách v Nymburku, v Čáslavi a v Hradci Králové, snad také v Kutné Hoře. Roku 1571 byl spolu s bratry propuštěn z poddanství. Roku 1572 byl povýšen na mistra svobodných umění. Roku 1574 byl povolán vyučovat na pražské akademii, jmenován profesorem a zvolen proboštem koleje Karla IV. a zůstal jím až do smrti. V letech 1591–1593 a opět 1597–1599 byl zvolen rektorem univerzity.
Dne 10. srpna 1591 byl majestátem císaře Rudolfa II. udělen erb a erbovní titul „z Oskořína“ jemu a jeho dvěma přátelům, z nichž Vít Oftalmius Strakonický z Oskořína rovněž vyučoval na artistické fakultě. Přátelil se mj. se svým editorem, nakladatelem Danielem Adamem z Veleslavína. Spory vedl s Adamem Zalužanským ze Zalužan a Martinem Bacháčkem.
Z mistrova sňatku s Kateřinou Kavinskou ze Stránova sešlo, snad ze zdravotních důvodů. Mistr se pak cele věnoval univerzitní kariéře a budování rozsáhlé knihovny, kterou odkázal Velké koleji.
Zemřel na kožní a kloubní chorobu (psoriáza), kterou si opakovaně léčil v lázních Teplicích i v Karlových Varech.

## Dílo
Publikoval díla z filozofie; rád vykládal řeckou filozofii Aristotelovu, také Hésiodovy didaktické básně Zrození bohů a Práce a dny, eseje z křesťanské etiky. Jeho stěžejní prací je rozbor oficií (etiky) církevního učitele Západu a milánského biskupa sv. Ambrože Velikého, který ovlivnil Aurelia Augustina v konverzi ke křesťanství.:
- Ethica Christiana. Officiorum Divi Ambrosii Episcopi Mediolanensis Libri Tres, Praha (1574).